# Symphonie no 4 de Robert Schumann
Pour les articles homonymes, voir Symphonie no 4.
Ne doit pas être confondu avec Symphonie no 4 de William Schuman.
Cette symphonie no 4 en ré mineur, op. 120, a été composée par Robert Schumann dans la foulée de sa première symphonie en 1841.

## Historique
Il s'agit chronologiquement de sa deuxième symphonie. Créée le 6 décembre 1841 par l'orchestre du Gewandhaus de Leipzig sous la direction de son premier violon, Ferdinand David, l'accueil est plus que mitigé. La symphonie est, par la suite, profondément remaniée en 1851. La première de cette seconde version a lieu le 3 mars 1851 sous la direction du compositeur à Düsseldorf et remporte cette fois-ci un grand succès. Depuis, c'est cette seconde version qui est interprétée de nos jours. 

## Structure
Cette symphonie comporte quatre mouvements, mais doit être jouée d'un seul tenant, comme l'a voulu le compositeur. D'ailleurs, sur certaines éditions, les mesures sont numérotées comme si l'œuvre était en un seul mouvement. 
La succession de mouvements rapides et lents, avec d'innombrables accélérations, a souvent déconcerté. Son thème principal, exposé dans le premier mouvement et repris dans le dernier, fa-mi-ré-do dièse-ré, correspond à l'anagramme CLARA, transposé une quinte plus basse. C'est un hommage à sa jeune épouse.
1. Ziemlich langsam –Lebhaft (ré mineur)
2. Romanze : Ziemlich langsam (la mineur)
3. Scherzo : Lebhaft – Trio (ré mineur)
4. Langsam - Lebhaft (ré majeur)

Durée : environ 30 minutes
La version de 1841 portait des indications de mouvements en italien comme suit :
1. Andante con moto - Allegro di molto (ré mineur)
2. Romanza: Andante (la mineur)
3. Scherzo: Presto (ré mineur)
4. Largo - Finale: Allegro vivace (ré majeur)

## Orchestration
L'orchestration en est particulièrement riche, voire « lourde » d'après Johannes Brahms. Comme plus tard dans la Première Symphonie de ce dernier, le deuxième mouvement comprend en plus un violon solo. 
| Instrumentation de la quatrième symphonie                            |
| Cordes                                                               |
| premiers violons, seconds violons, altos, violoncelles, contrebasses |
| Bois                                                                 |
| 2 flûtes 2 hautbois 2 clarinettes, 2 bassons                         |
| Cuivres                                                              |
| 4 cors, 2 trompettes, 3 trombones                                    |
| Percussions                                                          |
| timbales                                                             |

## Repères discographiques
- Wilhelm Furtwängler, avec le Philharmonique de Berlin, 1953 (Deutsche Grammophon, Tahra, WFCJ)[1],[2]
- Wolfgang Sawallisch, Orchestre de la Staatskapelle de Dresde 1972 (EMI)[3]
- Philippe Herreweghe, Orchestre des Champs-Élysées, 1996 (Harmonia Mundi).